# Robot Monster
Pour plus de détails, voir Fiche technique et Distribution.
Robot Monster est un film américain de science-fiction, en noir et blanc, réalisé en relief par Phil Tucker, sorti en 1953.
Il est considéré par de nombreux critiques de cinéma comme « un des pires films jamais réalisé », à l'instar de Plan 9 from Outer Space, réalisé quelques années plus tard.
Il s'agit d'un film de science-fiction post-apocalyptique tourné en pleine période de guerre froide au début des années 1950, mais qui, par manque de budget et en raison de l'indigence de la mise en scène et du scénario n'atteint pas réellement l'objectif fixé par le réalisateur, le spectateur ne visionnant qu'un film ridicule et aux effets spéciaux très limités.

## Résumé
Dans une vallée retirée, située au cœur de Californie, la famille d'un archéologue, son épouse Martha, sa fille Alice, l'assistant du professeur dénommé Roy et amoureux d'Alice, ainsi que deux enfants dénommés Johnny et Carla, sont réunis pour un pique-nique.
Le jeune Johnny, qui s'est éloigné du groupe, s'approche seul d'une grotte où semblent se dérouler des fouilles archéologiques. Il est alors ébloui par une suite d'éclairs très lumineux et il s’évanouit. Une boule de feu tombe du ciel et des dinosaures apparaissent subitement et se mettent à se battre entre eux sans qu'on ne comprenne exactement la cause de cette apparition. Johnny se réveille et fait face à un extraterrestre robotique au corps couvert de poils, évoquant un gorille avec une tête enfermée dans un casque ressemblant à celui d'un scaphandrier et surmonté de deux petites antennes.
Le robot extraterrestre se présente. Il se dénomme « Ro-Man » et arrive de la Lune. Il vient d'éliminer toute la population humaine de la Terre excepté la famille de Johnny. Il a également ramené à la vie des dinosaures grâce à un puissant rayon destructeur pour le compte de son maître, le Guide Suprême (ou le grand Guide)
Les membres de la famille ont miraculeusement survécu et résistent à l'éradication grâce à un vaccin créé au préalable par le professeur (sans qu'on en connaisse, là non plus, la véritable raison). Ils vont devoir se défendre contre les attaques de Ro-Man qui, plutôt que de les exterminer, préfère enlever Alice au grand dépit de son maître. Quelques minutes plus tard, le jeune Johnny se réveille de nouveau dans la caverne et pense qu'il n'a fait qu'un vilain cauchemar. Sa famille vient alors jusqu'à la grotte pour le ramener à la maison. Mais est-ce vraiment un mauvais rêve ?

## Fiche technique
- Titre : Robot Monster
- Réalisation : Phil Tucker
- Scénario : Wyott Ordung
- Photographie : Jack Greenhalgh
- Montage : Merrill G. White
- Musique : Elmer Bernstein
- Direction artistique :
- Costumes : Henry West
- Son :	Lyle Willey

Georges Nader est Roy

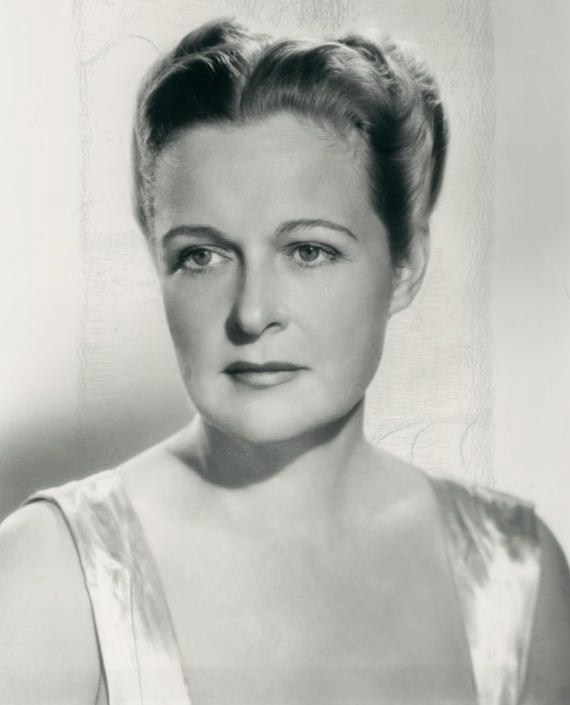
Selena Royle est l'épouse du professeur

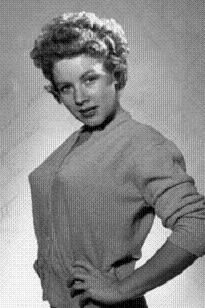
Claudia Barett est Alice

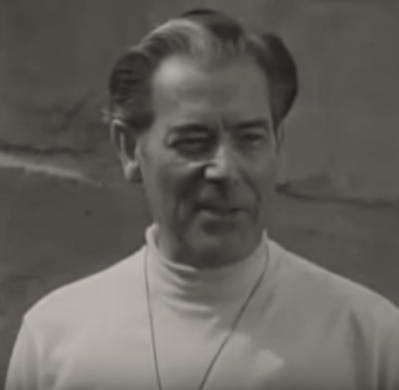
John Mylong, le professeur, dans le film

- Producteurs :	Phil Tucker, Alan Winston (producteur associé), Al Zimbalist (producteur exécutif)
- Société de production : Three Dimension Pictures
- Sociétés de distribution : Astor Pictures Corporation (États-Unis), Exclusive Films (Royaume-Uni), Peerless Films (Canada)
- Pays d'origine :  États-Unis
- Format : Noir et blanc — 35 mm — 1,37:1 — Son : Mono (Western Electric Recording)
- Genre : Science-fiction et comédie horrifique
- Durée : 66 minutes (1 h 6)
- Date de sortie : 
  - États-Unis : 25 juin 1953

## Distribution
- George Nader : Roy, l'assistant du professeur
- Claudia Barrett (en) : Alice, la fille aînée du professeur
- Selena Royle (nommée au générique Selena Royale) : Martha, l'épouse du professeur
- John Mylong : le professeur
- Gregory Moffet : Johnny, le fils « rêveur » du professeur
- Pamela Paulson : Carla, la fille cadette du professeur
- George Barrows (en) : Ro-Man XJ2 (le monstre) / Le Guide suprême
- John Brown : Ro-Man / Le Guide suprême (voix)

## Production

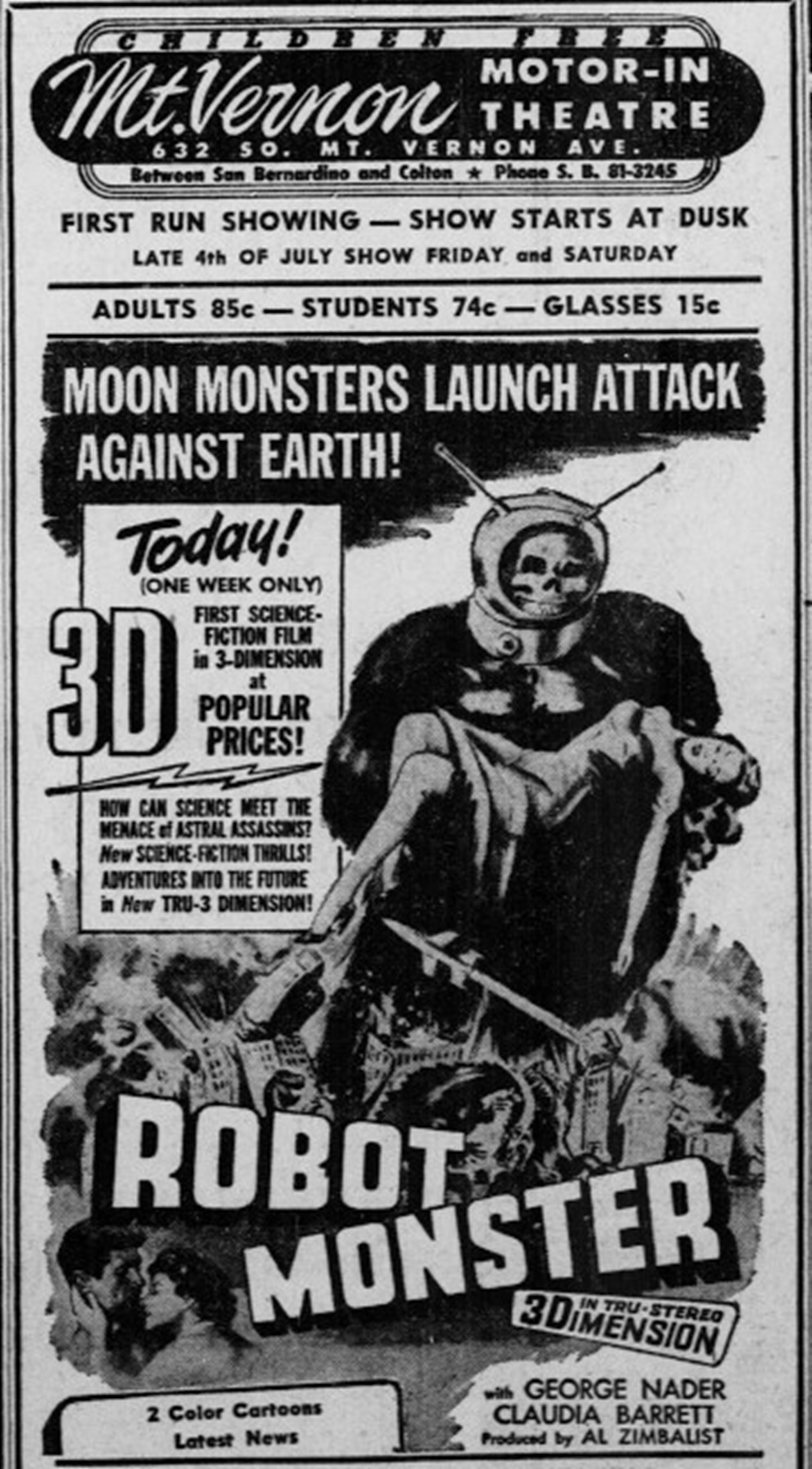
Publicité du cinéma Drive-In de Mount Vernon pour le film Robot Monster, juillet 1953.

Phil Tucker n'avait pas les moyens de louer un costume de robot, il a donc fait appel à l'acteur George Barrows qui jouait souvent des rôles de gorille, comme par exemple dans le film Panique sur la ville et qui emmenait souvent avec lui son costume de singe sur les tournages.
Afin de lui donner un aspect plus « science-fiction », il lui mit donc un casque de scaphandrier et lui dissimula le visage sous un bas.
Le film devait d'abord s'appeler Monster from Mars, puis fut changé pour donner Monsters from the Moon avant d'acquérir une fois pour toutes le titre Robot Monster. Alors que Ro-Man montre à peine un visage très obscur à travers son casque, il a comme visage un crâne humain sur l'affiche officielle du film.

### Tournage
Les scènes de destruction et de dinosaures sont en fait des stock-shots des films Tumak, fils de la jungle, Lost Continent et Destination Mars.

## Accueil et critiques

### Un des « meilleurs » nanars
Selon le site spécialisé dans l'étude des films ridicules, ce film est surtout reconnu comme un grand nanar de série Z, considéré comme l'un des plus mauvais et ridicules films de science-fiction des années 1950, ne se faisant à peine devancer que par Plan 9 from Outer Space.
Le fait que le « monstre-robot » du titre ne ressemble qu'à un gros gorille avec un casque de scaphandrier aux deux longues antennes y est pour beaucoup selon les fans, ainsi que les effets spéciaux très pauvres (les éclairs sont par exemple juste des rayures sur la pellicule). D'ailleurs, le film fut si mal accueilli lors de sa sortie en salles que le jeune réalisateur Phil Tucker fit peu après une tentative de suicide.

### Un film onirique?
Selon le critique de cinéma Olivier Père qui signe des articles sur le site de la chaîne de télévision Arte, les incohérences du récit et « le caractère absurde et minimaliste de cette invasion extraterrestre ayant provoqué l’anéantissement de l’humanité » pourraient s’expliquer par le fait que ce film présente le rêve d'un enfant. Ce rêve serait donc, selon ce critique français, « l’alibi magique qui permet aux auteurs de légitimer la bizarrerie bancale de leur création ». Cependant Olivier Père conclut son article en expliquant que l'amateurisme et le manque de budget sont une meilleure explication pour justifier l'indigence de la réalisation et de la mise en scène.

## Postérité et hommage
En hommage à Robot Monster, le film Les Looney Tunes passent à l'action font apparaître Ro-Man dans une scène. Celui-ci fait passer l'écran au négatif, en référence au même « effet spécial » récurrent du film original.
Ce film est présenté dans un épisode de l'émission télévisée américaine Mystery Science Theater 3000
Il a également fortement marqué l’auteur Stephen King, qui cite une critique du magazine Castle of Frankenstein avec laquelle il est d'accord : « sûrement parmi la crème des pires films jamais faits », « un des trucs les plus risibles du Poverty Row. »

## Citation du film
« Your death will be indescribable! ».